# Simão da Veiga
Simão Luís da Veiga, Jr. OC (Montemor-o-Novo, Lavre, 22 de Maio/Junho de 1903 — Caldas da Rainha, 19 de Agosto de 1959) foi um célebre cavaleiro tauromáquico e lavrador português.

## Biografia
Fez o Curso Comercial na Escola Académica de Lisboa e desde muito jovem se dedicou à Tauromaquia, seguindo as pisadas de seu pai, o pintor naturalista e toureiro Simão Luís da Veiga.
Estreou-se em público com apenas 12 anos, na Praça de Touros de Montemor-o-Novo, em 1915, e tomou a alternativa de Cavaleiro Tauromáquico a 4 de Junho de 1922, na Monumental do Campo Pequeno, tendo como Padrinho o seu pai, Simão Luís da Veiga.
Desde então, toureou em todas as praças de Portugal continental, nos Açores e na Madeira, Angola e Moçambique, bem como em muitas praças de Espanha, França, Venezuela e México. No último desses países, debutou na Plaza México, a maior praça de touros do mundo, em 1938.
Na temporada de 1927 foi o cavaleiro português que mais atuou em Espanha e foi, de resto, o primeiro a quem foi concedida uma orelha em Las Ventas. Ainda em Espanha, e acompanhado pelo seu pai, tomou parte na Corrida Régia de Barcelona, na Praça de Touros Monumental, organizada e oferecida pelo Rei D. Afonso XIII de Espanha ao Rei Vítor Manuel III da Itália, que os brindou com cigarreiras enriquecidas com as Armas da Coroa Italiana.
Casou primeira vez em Lisboa, a 1 de Dezembro de 1927, com Maria Helena de Sant'Ana Soares Ventura (Lisboa, Santos-o-Velho, 21 de Maio de 1910 - Lisboa, 23 de Julho de 2001), única filha de Henrique Soares Ventura (Montijo, Montijo, 28 de Fevereiro de 1862 - Lisboa, 4 de Outubro de 1934) e de sua segunda mulher Cristina de Jesus de Sant'Ana, da qual se divorciou, sem geração.
Considerado dos Cavaleiros Portugueses de maior cartel, também toureou a pé, mas fica na história do toureio a cavalo por ter iniciado a sua carreira na época dos toiros corridos e fazer com João Branco Núncio a passagem para a lide do toiro puro, possibilitando a execução de sortes frontais, nomeadamente a partir de finais da década de 1930.
Granjeou muitos sucessos, rivalizou com os principais cavaleiros e rejoneadores do seu tempo, além de João Branco Núncio, os Espanhóis António Cañero e Álvaro Domecq Díez, e cultivou muitos admiradores, entre os quais o Nobel da Literatura Ernest Hemingway que, ao recordar as touradas que o empolgavam nos anos de juventude em Espanha, lhe dedica uma passagem em Os Contos de Nick Adams.
Casou segunda vez civilmente com Ausenda Coelho Guião (Redondo, Redondo, 30 de Março de 1916 - ?), filha de Manuel Coelho Guião e de sua mulher Deolinda de Vasconcelos, sem geração.
Era Cidadão Honorário de Lourenço Marques e foi agraciado com as Medalhas de Italo Balbo e do Presidente do México Manuel Ávila Camacho e como Oficial da Ordem Militar de Nosso Senhor Jesus Cristo, a 12 de Março de 1947.
Manuel Conde tomou a alternativa de cavaleiro tauromáquico em Lisboa, na Praça de Touros do Campo Pequeno, a 18 de Maio de 1947, tendo como padrinho Simão da Veiga. Também os irmãos Luís Miguel e José Athayde receberam o ferro da alternativa das mãos de Simão da Veiga, na mesma praça lisboeta.
Simão da Veiga atuou pela última vez na tradicional corrida de 15 de Agosto, na Praça de Touros das Caldas da Rainha, em 1959, sofrendo, durante a lide, um enfarte agudo do miocárdio que o levaria à morte quatro dias depois.
Era tio paterno de Luís Miguel da Veiga e tio-avô de Mafalda Veiga.